# Brachy
Brachy település Franciaországban, Seine-Maritime megyében. Lakosainak száma 676 fő (2022. január 1.). Brachy Greuville, Gueures, Hermanville, Lammerville, Luneray, Rainfreville és Thil-Manneville községekkel határos.

## Népesség
A település népességének változása:
| Lakosok száma | 761  | 768  | 776  | 768  | 745  | 723  | 700  | 687  | 676  |
|               | 2013 | 2015 | 2016 | 2017 | 2018 | 2019 | 2020 | 2021 | 2022 |